# تعدد الحدقات
تعدد الحدقات أو الحدقة المتعددة (بالإنجليزية: Polycoria) هي حالة مرضية في العين، تتميز بوجود أكثر من فتحة حدقة واحدة في القزحية، وقد تحدث هذه الحالة نتيجةً لعوامل وراثية أو بسبب مرضٍ يؤثر على القزحية.
يُعتبر تعدد الحدقات من الحالات النادرة جدًا، وقد يُخلط بينها وبين حالاتٍ أخرى.